# Sambit
Sambit is een bestuurslaag in het regentschap Ponorogo van de provincie Oost-Java, Indonesië. Sambit telt 1737 inwoners (volkstelling 2010).